# Impasto ceramico
L'impasto ceramico è un tipo di materiale ceramico formato da materie prime opportunamente miscelate.

## Tipologia
Le materie prime sono di 3 famiglie diverse:
- Argille: Quelle pure sono i caolini che hanno un costo più elevato e cuociono bianco perché hanno pochi ossidi di ferro. Servono nella formatura perché permettono che l'impasto stia insieme a causa della loro plasticità, per questo deve avere un certo grado di umidità. In cottura il reticolo collassa ed avviene la sinterizzazione che conferisce compattezza all'impasto.

- Inerti: Sono principalmente sabbie (quarzo) che non reagiscono e servono a mantenere la forma in cottura altrimenti l'argilla rischia di collassare. Servono anche per contenere il ritiro lineare della piastrella in cottura.

- Fondenti: Feldspati. Favoriscono la fusione delle argille a temperature industrialmente accettabili. Le argille sono silico-alluminati che fonderebbero a 2000°. I fondenti creano eutettico che fanno sì che l'argilla fonda a temperature comprese tra 900° e 1350°.

I prodotti fatti in pasta rossa contengono un 70-80% di argilla e un 20% di sabbia. I fondenti non vengono aggiunti poiché la composizione della pasta rossa contiene già tutti e 3 i componenti dell'impasto. L'impasto rosso viene cotto a temperature basse (meno di 1000°) poiché a temperature maggiori va in ebollizione.
La pasta bianca invece va costruita e contiene un 33% di caolino (è molto più puro dell'argilla e costa di più perciò ne serve meno), gli inerti vengono inseriti al 10-15% e il restante è tutto fondente poiché dobbiamo ottenere un alto grado di greificazione (ovvero di quasi fusione e compattazione in cottura).